# Человек, который упал на Землю (фильм)
«Человек, который упал на Землю» (англ. The Man Who Fell to Earth) — британский научно-фантастический фильм 1976 года, созданный режиссёром Николасом Роугом и писателем Полом Майерсбергом по одноимённому роману Уолтера Тевиса, написанного им в 1963 году. Фильм рассказывает историю об инопланетянине, который прибывает на Землю в поисках воды для своей погибающей от засухи планеты. В фильме используются сюрреалистические образы, Дэвид Боуи (в его первой главной роли) предстаёт в роли инопланетянина Томаса Джерома Ньютона; в фильме также снимаются Кэнди Кларк, Бак Генри и Рип Торн. Этот же роман был позже переделан в менее успешную телевизионную адаптацию 1987 года.
Фильм был спродюсирован Майклом Дили и Барри Спайкингсом, которые воссоединились два года спустя для работы над фильмом «Охотник на оленей». Несмотря на неоднозначные оценки критиков после выхода фильма, сейчас он считается важным произведением научно-фантастического кино и одним из лучших фильмов в карьере Николаса Роуга. Герой Дэвида Боуи послужил для музыканта прототипом к образу Измождённого Белого Герцога.

## Сюжет
Томас Джером Ньютон — гуманоидный инопланетянин, прибывший на Землю с миссией доставить воду на свою родную планету, которая переживает катастрофическую засуху. Он представляется всем англичанином, и у него есть английский паспорт, подтверждающий это. Во время всего фильма можно увидеть короткие эпизоды с его родной планеты, с его женой и детьми, измученными и страдающими.
Ньютон использует передовые технологии своей родной планеты для того, чтобы запатентовать множество изобретений на Земле и приобретает огромное состояние в качестве главы технологического конгломерата World Enterprises Corporation. С патентами ему помогает Оливер Фарнсворт, ставший его единственным доверенным лицом. Богатство необходимо герою для того, чтобы построить космический корабль и доставить воду на свою родную планету. Скрываясь от людского любопытства, Ньютон возвращается в Нью-Мексико, где он когда-то приземлился, и встречает Мэри-Лу, одинокую, нелюбимую и простую девушку, которая работает горничной, посыльным и лифтёром в маленьком отеле; поначалу он представляется ей другим именем. Мэри-Лу знакомит Ньютона со многими обычаями Земли, включая посещение церкви, алкоголь и секс. Хотя Ньютон признаётся, что у него есть жена, они вместе поселяются в доме, который он построил возле озера, где он впервые высадился.
Тем временем доктор Натан Брайс, профессор колледжа, спавший со своими студентками, уволившись, добивается места в компании World Enterprises в качестве специалиста по топливу и однажды его допускают к работе над космическим проектом непосредственно с Ньютоном. Брайс чувствует чужеродность Ньютона и устраивает ему встречу у себя дома, где спрятана специальная рентгеновская камера. Сделанные фотографии показывают внеземную анатомию Ньютона. Увлечение Ньютона алкоголем и телевидением (он способен смотреть сразу несколько телевизоров) становится невыносимым, и они с Мэри-Лу ссорятся; его намерение вернуться к жене приводит её в отчаяние ещё больше. Понимая, что Брайс узнал его секрет (пришелец видит рентгеновские лучи), Ньютон представляет Мэри-Лу свой настоящий облик. Её первоначальная реакция — шок и ужас. Она пытается принять то, что увидела, но в конце концов впадает в панику и убегает. Томас уходит от неё.
Ньютон завершает строительство космического корабля и хочет взять Брайса с собой на фоне интенсивного воздействия прессы. Однако незадолго до запланированного взлёта Натан был схвачен и задержан, по-видимому, правительством и конкурирующей компанией; его деловой партнер Фарнсворт был убит. Правительство, которое наблюдало за Ньютоном с помощью водителя, держит его под контролем в запертой роскошной квартире, построенной в отеле. Во время заточения Ньютона держат его под воздействием алкоголя (к которому он пристрастился) и постоянно подвергают его строгим медицинским тестам, пытаясь проникнуть сквозь его маскировку. 
Спустя годы долгого плена Томаса снова навещает Мэри-Лу, которая теперь намного старше и чей внешний облик повредил алкоголь и время. Они занимаются притворно-жестоким, игривым сексом со стрельбой из пистолета холостыми патронами, а затем проводят своё время за выпивкой и игрой в настольный теннис. Мэри-Лу объясняет, что людям нужны доказательства его происхождения, ему нужно всего лишь снять маскировку, но Томас слишком устал. Она признаётся, что больше не любит его. Ньютон не ненавидит её, поскольку не может испытывать этого чувства, но и не любит тоже. 
После ухода Мэри-Лу в одном из исследований с пришельца сначала хотят снять контактные линзы, делающие его похожим на человека, но при исследовании с рентгеновскими лучами они намертво прикипают к глазам Ньютона. В конце концов его оставляют в покое наедине с самим собой и телевизором, и однажды Ньютон обнаруживает, что дверь, которая была заперта во время визита Мэри-Лу, теперь открыта, и сбегает.
Не имея возможности вернуться домой, сломленный и зависимый от алкоголя, Ньютон создает запись с сообщениями для своих родных: он надеется, музыка будет транслироваться по радио, и попадёт на его родную планету тоже. Брайс, который женился на Мэри-Лу, покупает копию альбома и встречается с Ньютоном в ресторане. Ньютон всё ещё богат и молод, несмотря на то, что прошло уже много лет, однако он также впал в депрессию и страдает алкоголизмом. Фильм заканчивается тем, что пьяный Ньютон теряет сознание в своем кресле в кафе.

## В ролях
- Дэвид Боуи — Томас Джером Ньютон
- Рип Торн — Натан Брайс
- Кэнди Кларк — Мэри-Лу
- Бак Генри — Оливер Фарнсворт
- Берни Кейси — Мистер Питерс

## Производство
Paramount Pictures поддержала предыдущий фильм Роуга «А теперь не смотри» (1973) и согласилась заплатить 1,5 миллиона долларов за право использовать этот фильм. Майкл Дили использовал эту гарантию, чтобы собрать средства для съёмок фильма.
Съёмки фильма начались 6 июля 1975 года. Фильм в основном был снят в Нью-Мексико, с некоторыми кадрами Альбукерке, Уайт-Сэндс, Артижа и озеро Фентон. Снять фильм планировалось за одиннадцать недель, но на протяжении всего этого времени съёмочная группа сталкивалась с различными препятствиями: Боуи не мог играть несколько дней после того, как выпил плохое молоко; кинокамеры заклинивало; для одной сцены, снятой в пустыне, съёмочной группе пришлось налаживать контакт с группой Ангелов Ада, которые разбили лагерь неподалёку.

Дэвид Боуи, который употреблял кокаин во время съёмок фильма, был в шатком состоянии сознания на протяжении съёмок, дойдя до того, что в 1983 году он заявил: «Я так рад, что сделал этот [фильм], но я действительно не знал, что было сделано вообще». Он рассказал о своей роли:
Я просто показал свое настоящее «я» в этот фильм, каким я был в то время. Это было первое, что я сделал. Я был практически незнаком с этим процессом [создания фильмов], поэтому я доверял своему инстинкту и мой инстинкт был довольно беспутным. Я просто учил слова для дня съёмок и играл их так, как я чувствовал. Это было не так уж далеко от правды. Я действительно чувствовал себя таким же отчуждённым, как и этот персонаж. Это было довольно натуральное представление. … хорошее представление того, как кто-то буквально разрушается перед вами. Я был совершенно неуверен в себе, имея около 10 граммов [кокаина] в день. Я был под кайфом от начала и до конца.
Кэнди Кларк, подруга Боуи, вспоминает всё иначе: «Дэвид поклялся Нику не употреблять наркотики, и он был человеком слова, ясным, сосредоточенным, дружелюбным, профессиональным и ведущим всю команду. Вы можете ясно видеть это благодаря блестящей кинематографии Тони Ричмонда. Посмотрите на Дэвида, его кожа светится. Он великолепный, ангельский, небесный. Он был абсолютно совершенен, как человек с другой планеты». Она добавила, что Роэг нанял в Нью-Мексико «полностью британскую команду, и я помню, что Дэвид был очень рад этому».
У Боуи и Роуга были хорошие отношения на съёмочной площадке. Боуи вспоминал в 1992 году, что «Мы довольно хорошо ладили. Я думаю, что выполнял то, что ему было нужно от меня для этой роли. Я вовсе не мешал … На самом деле мне очень хотелось угодить ему. И, что удивительно, я смог выполнить всё, что меня просили сделать. Я был готов бодрствовать так же долго, как и все остальные».

## Критика и награды
С момента выпуска в 1976 году «Человек, который упал на Землю» достиг статуса культового фильма. На сайте обзоров фильмов Rotten Tomatoes фильм получил рейтинг 83 % на основе 58 отзывов, критики единогласно описали его как: «наполненный потрясающими образами, данный фильм — это спокойное, медитативное кино, которое глубоко исследует ценности и желания нашей культуры». Фильм был включён в список 26-го Берлинского международного кинофестиваля. Дэвид Боуи получил премию «Сатурн» за лучшую мужскую роль в фильме.
Роджер Эберт из The Chicago Sun-Times оценил фильм на 2,5 из 4. Он хвалил режиссуру, но пренебрежительно относился к сюжету, написав в своей рецензии, что фильм «настолько нелеп и позёрен, настолько имеет пробелы логики и непрерывности, что если бы он не был таким серьёзным, то я бы громко рассмеялся». Джин Сискел из Chicago Tribune поставил фильму 3 звезды из 4, написав, что фильм «может сделать вас опьянённым, сбить с толку своими визуальными эффектами до такой степени, что вы не заметите, какая это простая история». Ричард Эдер из The New York Times похвалил фильм, сказав: «В следующем году должно выйти довольно много научно-фантастических фильмов. Нам повезёт, если хотя бы один или два из них окажутся столь же прекрасными, как этот» . Чарльз Чамплин из Los Angeles Times описал Боуи как идеального актёра для этого фильма, но добавил, что фильм для него был «путаницей», по предположению из-за того, что он посмотрел версию, урезанную на 20 минут для кинопроката в США: «это многое объясняет, почему фильм переходит от вызывающе-загадочного к просто непонятному». Ким Ньюман из Empire поставил фильму 5 звезд из 5, описав его как «последовательно дезориентирующий и соблазнительно красивый».
Статус фильма как культовой классики был поддержан критиками. Джошуа Роткопф из Time Out считал, что его статус культовой классики оказывает фильму медвежью услугу, описывая его как «самый интеллектуально провокационный фильм своего жанра 1970-х годов». Когда он был переиздан в 2011 году, Эберт присвоил фильму 3 звезды, заявив, что зрители должны «считать его оценку протестным голосованием против того, что столь амбициозные проекты больше невозможны в киноиндустрии». Фильм хвалили за его экспериментальность по сравнению с более поздними научно-фантастическими фильмами. Журнал Rolling Stone поставил фильм на второе место в списке 50 лучших научно-фантастических фильмов 1970-х годов; Time out расположил на 35-е место в списке 100 лучших научно-фантастических фильмов; также «Человек, который упал на землю» занимает 61-е место в списке, созданном онлайн кинокритиками, «Величайшие научно-фантастические фильмы всех времен»; Empire поместил его на 42 место в своем списке 100 лучших британских фильмов.
Однако фильм также получил резко негативные отзывы от разбирающихся в теме людей. Например, художник Вениамин Слонцев писал в своём интернет-блоге: «Этот фильм - оскорбление и неуважение по отношению к первоисточнику, он имеет настолько мало отношения к роману Тевиса, что сложно даже воспринимать его как полноценную экранизацию, а не ничтожную пошлую пародию на это великолепное произведение»
Дэвид Боуи говорил о фильме так: «Для меня этот фильм всегда был и остаётся, прежде всего, историей о предательстве. В тот момент, когда Ньютон осознаёт, что рентгеновские камеры, установленные доктором Брайсом, фотографируют его, он не делает ничего, чтобы уличить Брайса. Что там творится в его душе… Для меня эта сцена была похожа на религиозное откровение с отсылкой к библейской истории. Иисус знает, что его предадут и, кажется, не делает ничего, чтобы это предотвратить и спасти себя. Должно быть, в этом неделании есть какой-то иной смысл, свое предназначение. Ньютон, как мне кажется, был существом, которому свойственно ошибаться. Он и не бог, и не человек, он разумное деятельное живое существо, все стремления и усилия которого сводят на нет те, кто его окружает».